# Drapelul Belizelor

Drapelul statului Belize. Proporții: 2:3

Drapelul național al statului Belize a fost adoptat la 21 septembrie 1981 după obținerea independenței țării față de Marea Britanie. Drapelul reprezintă o versiune a steagului fostei colonii britanice a Hondurasului Britanic, entitatea statală care a precedat actualul stat independent Belize. 
Drapelul a fost conceput în anul 1950, la începutul perioadei când Hondurasul Britanic și-a emancipat lupta pentru independență. Cele două benzi roșii, care bordează drapelul sus și jos au fost adăugate desenului originar atunci când statul și-a obținut independența. În centrul steagului se găsește stema țării. 